# Allium mairei
Allium mairei — вид рослин з родини амарилісових (Amaryllidaceae); поширений у пд.-сх. Тибеті, пд.-зх. Січуані, Юньнані (Китай), М'янмі.

## Опис
Цибулини зазвичай скупчені, циліндричні; оболонка від жовтувато-коричневого до сірувато-коричневого кольору. Листки коротші до майже рівних стеблині, 1–1.5(2) мм завширшки, від півциліндрично-плоских до півциліндричних чи субциліндричних, зрештою кутасті, кути шершаві. Стеблина зазвичай з пурпурним відтінком, 10–30(40) см, циліндрична, двокутова, вкрита листовими оболонками лише при основі. Зонтиків 2. Оцвітина від блідо-червоної до пурпурно-червоної; сегменти лінійні, вузько-довгасті, оберненоланцетно-довгасті або еліптичні-довгасті, 8–12(15) × 1.5–4 мм, верхівки тупі або гострі; внутрішні трохи вужчі.

## Поширення
Поширення: південно-східний Тибет, південно-західний Січуань, Юньнань (Китай), М'янма.
Населяє ліси, схили, луки, кам'яні щілини; на висотах 1200–4200 м